# Raimund Berengar III. (Barcelona)

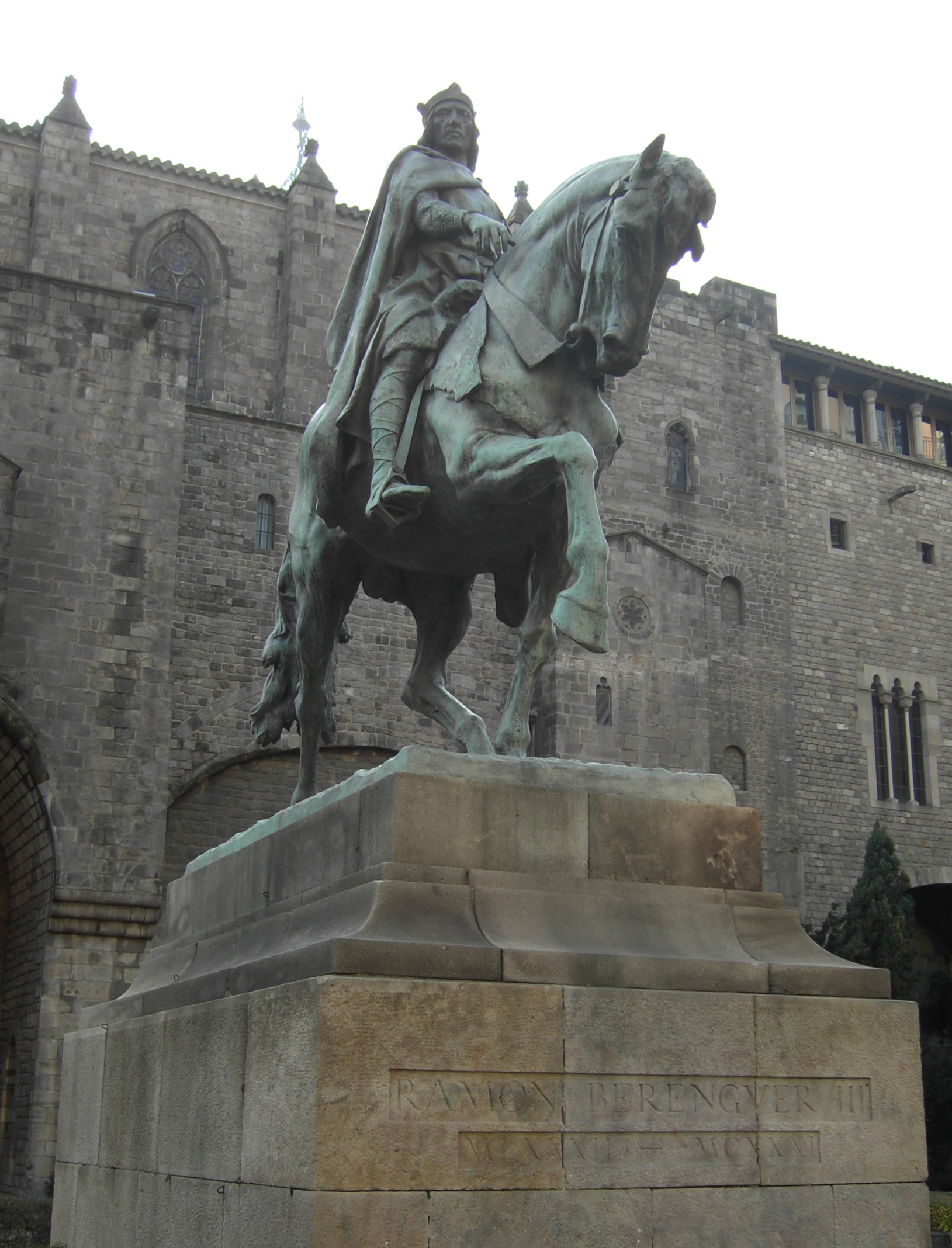
Statue in Barcelona

Raimund Berengar III. der Große (* 1082 in Rodez; † 1131 in Barcelona) war Graf von Barcelona, Girona und Osona (ab 1082 zusammen mit Berengar Raimund II. und ab 1097 allein), Besalú, Cerdanya und Provence, im Heiligen Römischen Reich ab 1112, insgesamt bis zu seinem Tod in Barcelona 1131.

## Leben
Er wurde 1082 in Rodez als Sohn Raimund Berengars II. geboren. Er folgte seinem Vater mitregierend zusammen mit seinem Onkel Berengar Raimund II. Nachdem sein Onkel 1097 ins Exil gezwungen worden war, wurde er alleiniger Herrscher.

Karte der katalanischen Grafschaften zu Raimund Berengars III. Tod 1131

Während seiner Herrschaft wurden katalanische Interessengebiete beiderseits der Pyrenäen ausgedehnt. Durch Heirat oder Lehnsbindungen integrierte er in sein Reich fast alle katalanischen Grafschaften (ausgenommen Urgell und Peralada). Er übernahm die Herrschaft der Grafschaften Besalú (1111) und Cerdanya (1117) und die Provence (3. Februar 1112) durch die Heirat mit deren Erbin Dulcia von Gévaudan. Sein Herrschaftsgebiet erstreckte sich im Osten bis Nizza.
Im Bündnis mit dem Grafen von Urgell nahm er Barbastro und Balaguer ein. 1118 eroberte er Tarragona und baute es als Hauptsitz der Kirche in Katalonien wieder auf (zuvor waren die Katalanen kirchlich abhängig vom Erzbistum Narbonne). Er stellte auch wieder Beziehungen mit den italienischen Seerepubliken Pisa und Genua her und griff zusammen mit ihnen in den Jahren 1114 und 1115 die maurischen Piratenfestungen von Mallorca und Ibiza an. Diese wurden ihm tributpflichtig, viele christliche Sklaven dort wurden freigelassen. Ramon Berenguer III. griff mit Hilfe Pisas auch maurische Festlands-Stützpunkte wie Valencia, Lleida und Tortosa an.
Zum Ende seines Lebens wurde Ramon ein Tempelritter. Er übergab die Provence seinem jüngeren Sohn Berengar Raimund  I. von Provence und seine fünf katalanischen Länder seinem älteren Sohn Raimund Berengar IV. von Barcelona.

## Ehen und Nachkommen
Seine erste Frau María Rodríguez de Vivar († um 1105) war die zweite Tochter El Cids. Mit ihr hatte Raimund Berengar III. eine Tochter:
- María, ⚭ Bernat III., Graf von Besalú († 1111)

Seine zweite Ehe mit Almodis de Mortain, Tochter von Guillaume de Mortain (Haus Conteville), blieb kinderlos.
Am 3. Februar 1112 heiratete Raimund Berengar III. ein drittes Mal. Seine Frau wurde Dulcia von Provence (auch Douce, Dolça de Gévaudun), Erbin der Provence, Tochter Gilberts, Vicomte de Carlat. Aus dieser Ehe gingen sieben Kinder hervor:

- Raimund Berengar IV. von Barcelona (* um 1113; † 1162), ⚭ Petronella von Aragón, Königin von Aragón, Tochter des Königs Ramiro II. dem Mönch und der Herzogin Agnes von Aquitanien
- Berengar Raimund I. von Provence (* 1113/1114; † 1144), ⚭ Béatrice von Melgueil
- Bernat von Barcelona (* 1115/1116; † nach 20. Januar 1117), jung gestorben
- Berenguela oder (Berengaria) von Barcelona (* 1108 oder 1116; † Januar/Februar 1149),[2] ⚭ Alfons VII., König von Kastilien
- Jimena (auch: Eixemena, Ximena) von Barcelona (* 1117/18; † nach 1136), ⚭ Roger III., Graf von Foix (Haus Comminges)[3]
- Mahalta von Barcelona, ⚭ Wilhelm IV., Herr von Castellvell
- Almodis von Barcelona (* um 1126; † nach 14. März 1175), ⚭ Ponce de Cervera, Vizegraf von Bas